# Canthigaster solandri
Canthigaster solandri är en fiskart som först beskrevs av John Richardson 1845.  Canthigaster solandri ingår i släktet Canthigaster och familjen blåsfiskar. Inga underarter finns listade.